# 赵允旋
赵允旋（韓語：조윤선，1966年7月22日—），韓国政治人物。朴槿惠政府首任女性家族部部長，2014年6月担任青瓦台政务首席秘书官（韓国第一位女性首席秘书）。

## 经历
本贯咸安赵氏，出生于首尔市龙山区，由药师的母亲抚养长大。首尔大学外交系毕业后，在美国哥伦比亚大学获得法学硕士（LLM）学位。
1991年通过第33届司法考试成为律师，1994年到2006年在金&张法律事务所中，从事外国人投资及知识产权领域的律师工作。2001年，在美国Amstein Rothstein & Ebenstein律师事务所和Fish & Neav法律事务所工作。2002年，美国联邦上诉法院工作。
2002年大韩民国第16届总统选举中，担任当时的大国家党选举对策委员会共同发言人，涉足政界，成為韩国保守政党史上第一位女性发言人。2007年1月至2008年3月，担任韩国花旗银行副行长兼法务部长。2008年3月17日再次担任大国家党发言人。
之后在大韩民国第18届国会中，她作为大国家党比例代表，当选为第13位国会议员。2010年2月4日停止担任代言人，创下大国家党发言人任期最长纪录。
2010年7月27日，担任韩国国际协力团对外援助的宣传大使。2012年，大韩民国第19届国会议员选举中，她参加首尔市钟路区选区的公荐申请，但公推中落选。后受朴槿惠紧急对策委员长邀请，担任新世界党中央选举对策委员会发言人和朴槿惠竞选小组发言人。
2013年2月17日，朴槿惠当选总统后，赵允旋被内定为女性家族部部長。同年3月11日正式就任。
2013年5月24日，《政府公职人员伦理委员会发表的次官级以上高层公职者的财产申报现状》资料显示，赵允旋的申报财产最多。
2017年1月21日，赵允旋因參與「文藝界黑名單」、用職權及作偽證被捕。2018年1月，赵允旋被判处两年。

## 学历
- 1978年:尚明小学毕业[1]
- 1981年:祥明女子中学毕业(现相击中学校)[1]
- 1984年:世华女子高中毕业
- 1988年:汉城大学外交学学士
- 2001年:哥伦比亚大学法学硕士